# Дивов Адріан Іванович
Адріан (Андріан, Андрій) Іванович Дивов (1749—1814) — таємний радник, сенатор, герой Чесменської битви.

## Біографія
Старший син генерал-рекетмейстера, генерал-майора, а пізніше московського генерал-поліцмейстера президента юстиц-колегії та сенатора Івана Івановича Дивова (1706—1773) від шлюбу його з Наталією Богданівною Невежиной. Народився в 1749 році. У службу був записаний в 1756 році — рейтором кінної гвардії.
У 1767 році, почавши дійсну службу, був проведений у поручники.
У 1770 році відправлений у флот, що знаходився в Середземному морі під начальством графа О. О. Орлова, і відзначився на Архіпелазі мужністю і розпорядливістю в багатьох морських і сухопутних боях, в тому числі і в Чесменському бою. Тут він нерідко командував при десанту особливими загонами військ. У 1773 році Дивов отримав чин ротмістра і 27 липня орден Св. Георгія IV ступеня (№ 175 по кавалерському списку Судравського та № 208 за списком Григоровича-Степанова)
Наступного року узятий до двору камер-юнкером, у 1782 році — наданий чин дійсного камергера.
У 1792 році відправлений у Стокгольм особливим представником російського двору на коронацію Густава IV Адольфа.
У 1798 році Дивов проведений в таємні радники і сенатори і, незабаром, попросив звільнення від служби. У тому ж 1798 році Дивови поїхали за кордон і проживали у Відні та Берліні, а з 1801 року оселилися в Парижі. У Парижі ходили дивні чутки про родину Дивових: говорили, що ними взято на відкуп у поліції гральний будинок, що приносив їм до 500 франків доходу в день, і що вони займалися пересиланням контрабанди в Росію.
Перед початком французько-російської війни Дивови повернулися в Росію і оселилися в своєму будинку в Москві Перед здачею Москви французам Дивови втекли в Нижній Новгород і повернулися назад лише на початку 1813 року.
Помер Дивов у Москві 8 (20) травня 1814 року. Був похований у своєму підмосковному маєтку Соколово (Соколово-Мещерське).

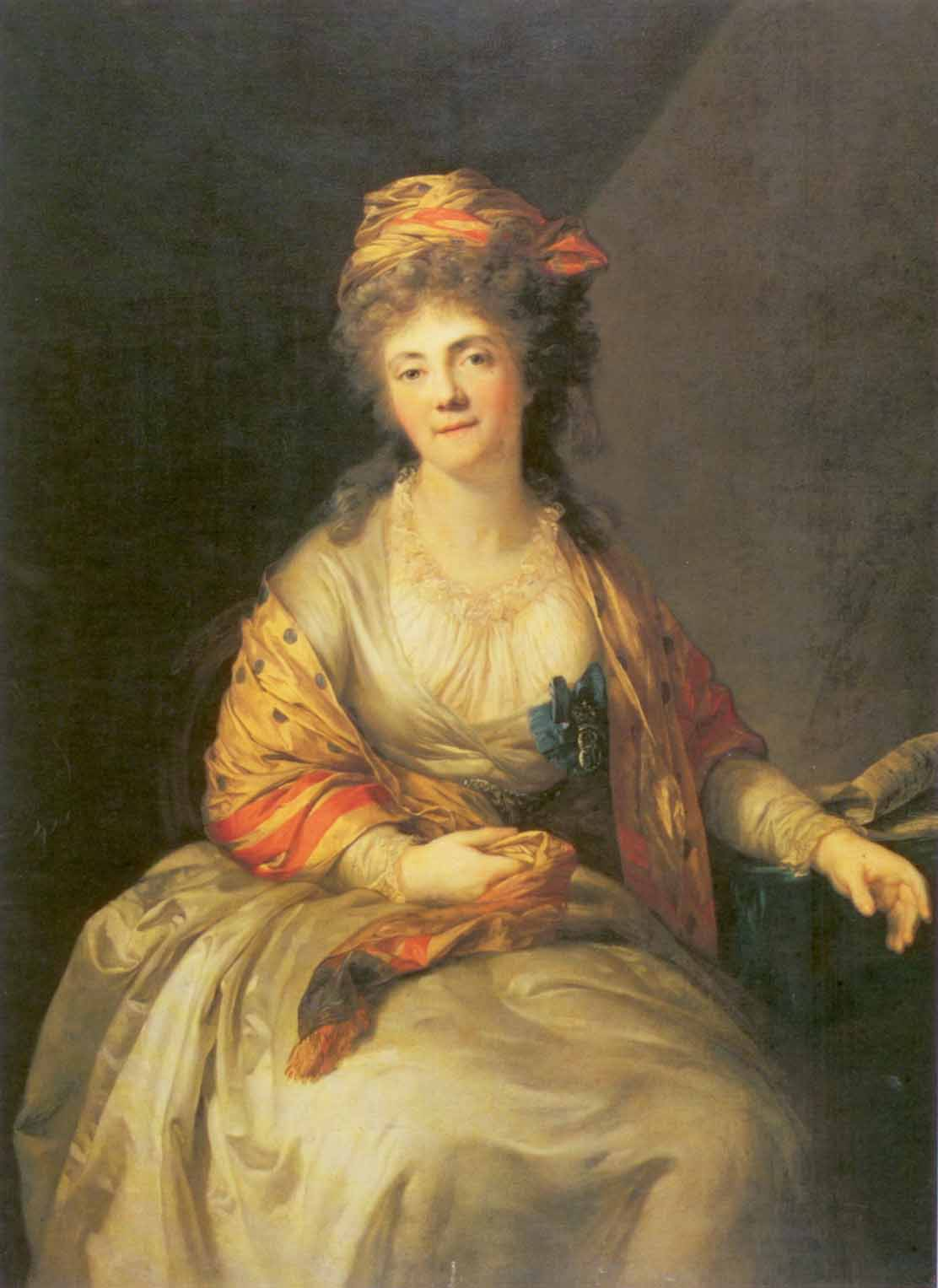
Єлизавета Дивова (дружина). Художник А. Графф,1794

Його брати: полковник, командир Ревельського піхотного полку Олександр Іванович Дивов і генерал-лейтенант, генерал-провіантмейстер Микола Іванович Дивов (1752—1812).

## Сім'я
Із 12 листопада 1783 року був одружений з графинею Єлизаветою Петрівною Бутурліною (1762—1813), у них народилося троє синів:
- Петро (1785—1856), дійсний статський радник.
- Олександр (1788 — 18..), титулярний радник у російській місії в Північно-Американських сполучених штатах.
- Микола (1792—1869), генерал-майор, учасник Бородінської битви.